# Трахіт

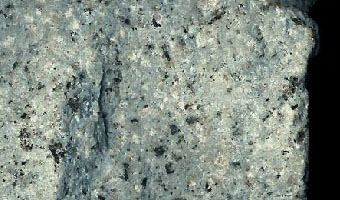
Приклад трахіту

Трахіт (дав.-гр. τραχύς — нерівний, шорсткий) — ефузивна середня гірська порода (SiO2 52-65%), звичайно порфірова.

## Опис
Головним її компонентом є калієвий польовий шпат, вміст якого переважає над вмістом кислого плагіоклазу; з темноколірних мінералів у невеликій кількості присутній біотит, а також амфібол та піроксен. Вкраплення представлені скловидним санідином, менш кислим плагіоклазом, із темноколірних — біотитом і амфіболом.
Структура порфірова. Основна маса породи склувата, або приховано кристалічна, мікрозерниста. Дрібні вкраплення польового шпату, рідше біотиту, рогової обманки.
Текстура: порфірова, афірова, масивна. Вкрапленики складають 5-60% об'єму породи. Сер. хім. склад (% мас.): SiO2 63,02; TiO2 0,70; Al2О3 16,48; Fe2O3 2,92; FeO 1,84; MgO 0,75; CaO 1,95; Na2O 5,47; K2O 4,75.
Колір білий, світло-сірий, жовтуватий, рожевий, фіз. властивості близькі до сієніту.
Використовується як будівельний та кислототривкий матеріал.
Трахіт – продукт виверження вулканів, складає потоки, покриви, куполи, жерла, некки. В Україні Т. поширений в Карпатах, в Криму (Кара-Даг). Є в Казахстані, Італії, на Гавайських о-вах, в Сх. Африці і інш.
Райони поширення:  Приазов'я, Азорські острови та Гавайські острови.